# 马时雍
马时雍（1946年2月—），浙江杭州人，中华人民共和国政治人物，退休后居住于杭州市西湖区仁寿山，曾出版《杭州的山》《杭州的水》《杭州的寺庙教堂》等一系列杭州人文历史相关的书籍。

## 生平
1964年毕业于杭州市第十四中学，并于同年8月上山下乡插队到临安县绍鲁公社田干大队（今於潜镇绍鲁村）当知青，1970年到浙江大学。后来调到临安县化工二厂，从工人开始升迁至副厂长、 厂长。1980年6月加入中国共产党。又任临安县副县长兼县经委主任、县委常委，升至县委副书记、县长，临安县委副书记、副县长。调至杭州市政府，先后任杭州市人民政府驻海口办事处副主任、驻厦门办事处主任，又改任杭州市计划委员会副主任、党委委员，杭州市政府副秘书长、秘书长、党组成员、办公厅党组书记，杭州市副市长、市政府党组成员兼市政府秘书长、办公厅党组书记。1993年至2002年任杭州市委常委、副市长。后任在市政协工作。居住在杭州市西湖区仁寿山。